# Persistent Jane
Persistent Jane è un cortometraggio muto del 1909. Il nome del regista non viene riportato nei credit del film di cui si conoscono ancora pochi dati.

## Produzione
Il film fu prodotto dalla Lubin Manufacturing Company.

## Distribuzione
Distribuito dalla Lubin Manufacturing Company, il film uscì nelle sale cinematografiche statunitensi nel maggio 1909.